# Ambroży (patriarcha Gruzji)
Ambroży, imię świeckie Wissarion Chelaja (ur. 26 sierpnia?/7 września 1861 w Martwili, zm. 29 marca 1927 w Tbilisi) – Katolikos-Patriarcha Gruzji w latach 1921–1927. Święty prawosławny.

## Życiorys
Był synem kapłana prawosławnego. W 1888 ukończył seminarium duchowne w Tyflisie, po czym jako mężczyzna żonaty przyjął święcenia kapłańskie i służył w Soczi (do 1892) i Suchumi (do 1897). Ponadto od 1892 do 1896 był inspektorem szkół parafialnych w Suchumi, przy monasterze Nowy Athos oraz we wsi Łychny. 
W 1897, po śmierci małżonki, podjął wyższe studia teologiczne w Kazańskiej Akademii Duchownej. W czasie studiów złożył wieczyste śluby mnisze z imieniem Ambroży. W 1901 obronił dysertację kandydacką zatytułowaną „Walka chrześcijaństwa z islamem w Gruzji”. Otrzymała ona wysokie oceny; hieromnich Ambroży otrzymał propozycję kontynuowania pracy naukowej na Akademii. Postanowił jednak wrócić do Gruzji. W 1902 został przełożonym monasteru Czelisz. Następnie od 1904 był członkiem konsystorza Egzarchatu Gruzińskiego oraz przełożonym monasteru Przemienienia Pańskiego w Tbilisi. 
W 1905 poparł ruch na rzecz odzyskania autokefalii przez Gruziński Kościół Prawosławny. W związku z tym Świątobliwy Synod Rządzący Rosyjskiego Kościoła Prawosławnego przeniósł go do monasteru Trójcy Świętej w Riazaniu, a następnie w 1910 do eparchii nowogrodzkiej. Duchowny w monasterach był izolowany od otoczenia, odebrano mu możliwość celebry. 
Po proklamowaniu autokefalii przez Cerkiew Gruzińską w 1917 wrócił do Gruzji i przyjął chirotonię na biskupa czkondińskiego. W 1918 został przeniesiony na katedrę suchumsko-abchaską, otrzymując równocześnie godność metropolity. 
Po śmierci Katolikosa-Patriarchy Gruzji Leonida został wybrany jego następcą przez Sobór Lokalny Gruzińskiego Kościoła Prawosławnego we wrześniu 1921. W kwietniu 1922 skierował adres do uczestników konferencji genueńskiej, w którym opisywał sytuację Demokratycznej Republiki Gruzji po wkroczeniu na jej terytorium Armii Czerwonej i apelował o dyplomatyczną pomoc dla niepodległej Gruzji. List został odczytany w czasie konferencji, jednak jego adresaci, poza stosownymi oświadczeniami nie podjęli działań, o które prosił hierarcha. 
Wkrótce po wysłaniu listu patriarcha został aresztowany przez Czeka. 10 marca 1924 w klubie im. Plechanowa w Tbilisi rozpoczął się jego pokazowy proces; na ławie oskarżonych zasiadło również dziewięciu członków rady Gruzińskiego Kościoła Prawosławnego. Postawiono im zarzut nielegalnej korespondencji z konferencją genueńską, ukrywanie kosztowności cerkiewnych przeznaczonych do konfiskaty, nieprawidłowe prowadzenie dokumentacji majątku Kościoła oraz niezgłoszenie się jego przedstawiciela w momencie konfiskaty budynku cerkwi wojskowej w Tbilisi na rzecz radzieckiej organizacji młodzieżowej. Twierdzono również, iż patriarcha działał na rzecz zachodniej interwencji militarnej w Gruzji. Katolikos Ambroży nie przyznał się do winy. W swoim wystąpieniu przed sądem stwierdził, iż religia jest duchową potrzebą narodu i będzie rosła w siłę w miarę prześladowań. Kończąc mowę, stwierdził:

Moja dusza należy do Pana, a serce do Ojczyzny, z ciałem zaś róbcie, co chcecie!

19 marca 1924 skazany na siedem lat, dziewięć miesięcy i 23 dni więzienia oraz konfiskatę mienia.
W 1925 został przedterminowo zwolniony po wielokrotnych apelach wiernych, locum tenens Patriarchatu metropolity Krzysztofa oraz interwencji Michaiła Kalinina. Początkowo przebywał w areszcie domowym i nie mógł odprawiać nabożeństw; ostatecznie dla ukrócenia pogłosek na jego temat pozwolono mu odprawić Świętą Liturgię, w czasie której doznał ataku serca. Przewieziony do rezydencji patriarszej, zmarł kilka dni później, 29 marca 1927. Został pochowany w katedrze Sioni. 
Autor szeregu prac poświęconych historii Gruzińskiego Kościoła Prawosławnego.
W 1996 Sobór Lokalny Gruzińskiego Kościoła Prawosławnego ogłosił go świętym wyznawcą, wyznaczając zarazem wspomnienie w dniu rocznicy jego śmierci.
26 października 2013 r. pośmiertnie został odznaczony orderem Narodowy Bohater Gruzji.